# بخش کنفولان
بخش کنفولان (به فرانسوی: Arrondissement de Confolens) یک بخش در فرانسه است که در شرانت واقع شده‌است.